# Lorenzo Gignous

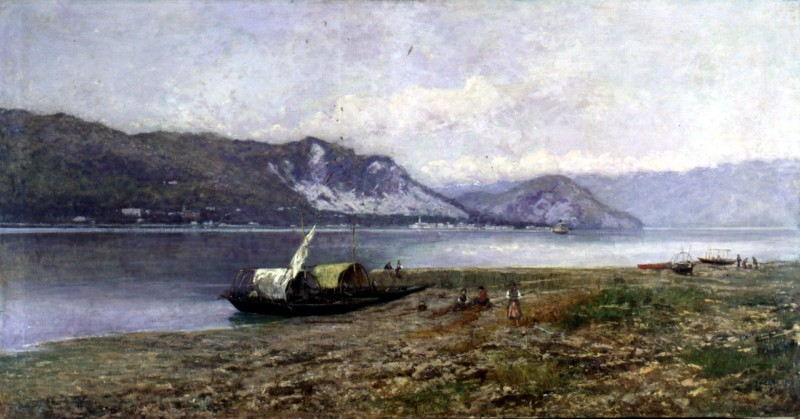
Veduta del Lago Maggiore, 1885 ca. (Fondazione Cariplo)

Lorenzo Gignous (Modena, 1862 – Porto Ceresio, 1958) è stato un pittore italiano.

## Biografia
Nipote del pittore Eugenio Gignous, uno dei principali esponenti del Naturalismo lombardo, è allievo all'Accademia di Belle Arti di Brera, dove nel 1884 ottiene il premio Mylius per il paesaggio storico, quell'anno con soggetto libero, con una veduta della località di Sesto Calende sul Lago Maggiore, luogo dello sbarco di Garibaldi e dei reggimenti dei Cacciatori delle Alpi nel maggio 1859. Questo paesaggio ricorre con frequenza nel suo repertorio fino a diventare un tema caratteristico di tutta la sua produzione di forte matrice naturalista. Partecipa alle principali rassegne espositive nazionali dell'epoca affermandosi rapidamente come paesista con un repertorio di vedute del Lago Maggiore studiate dal vero in occasione dei soggiorni a Stresa, ospite di Eugenio Gignous che vi si era trasferito con la famiglia dal 1887. All'intensa attività pittorica affianca fino al 1922 l'impiego presso le Ferrovie dello Stato, grazie al quale ottiene importanti commissioni pubbliche.